# Kamienica Pod Adamem i Ewą we Wrocławiu
Kamienica Pod Adamem i Ewą – średniowieczna kamienica, która znajdowała się przy ulicy Kuźniczej 54 we Wrocławiu. Rozebrana na początku XX wieku.

## Historia
Kamienica została wzniesiona w okresie późnego średniowiecza. W drugiej połowie XVI wieku w jej fasadzie został zamontowany renesansowy portal z godłem kamienicy w przyłuczu. W XVII wieku kamienica została przebudowana w stylu barokowym. Była to wówczas kalenicowa, dwu traktowa i czterokondygnacyjna kamienica o czteroosiowej fasadzie. W 1864 roku kamienica została ponownie przebudowana według projektu F. Weinricha na styl klasycystyczny; kamienica zyskała wówczas piątą kondygnację. W 1891 roku budynek przeszedł ponowną przebudowę w stylu neobarokowym według projektu M. Rieffa. Oś środkowa fasady została zaakcentowana wykuszem, facjatą i edykulowym portalem.
Kamienica została rozebrana na początku XX wieku, a ozdobny portal został przeniesiony do ogrodu willi „Agath” przy ulicy Oficerskiej 4 we Wrocławiu. Właścicielem domu mieszkalnego była Augustyna Agath z domu Friebe. 
W miejscu, w którym stała kamienica znajduje się obecnie budynek siedziby Zakładu Zagospodarowania Przestrzennego UWr.